# Dennis Agerblad
Robin Ova Tolfsen født 10. april 1970. Bedre kendt som Dennis Agerblad er en færøsk performer og komponist indenfor elektronisk musik, hvor han fik sin debut i 1997. Han er kendt for blandt andet at arbejde med performancegrupperne Dunst og Dennis Agerblad Band. Han har lavet en del performances i udlandet.

## Diskografi

### Singler
- 2011 – "Dun // Larm – REMIXED", Dennis Agerblad
- 2008 – Jólastjørnan, med bandet "maður:glotti"
- 2007 – I Wanna Pose, Dennis Agerblad & Minimal Martin

### Albums
- 2011 – Sproghoved // Málhøvd, Dennis Agerblad sings Tóroddur Poulsen
- 2008 – Danske Dunst Shows, med bandet "Dennis Agerblad Band"
- 2008 – Land, med bandet "maður:glotti"
- 1999 – Nakin?, med bandet "maður:glotti"
- 1997 – Sum, med bandet "maður:glotti"

### Medvirker på følgende compilations
- 2006 – Shave Your Pet, Performancegruppen Dunst, 2 sange.
- 2005 – odéur, Performancegruppen Dunst, 2 sange.
- 2008 – Popplist 7, med sangen "Dansurin" fra CD'en "Land".
- 2000 – TUTL 2000, med sangen "Hvat er ein fótur uttan eitt fet, tað er einki feitt" (elektronisk versión).
- 1998 – Grótføroyskt, med sangen "Nú dryppar" fra CD'en "Sum".